# Срби у Африци
Српска заједница у Африци, није малобројна (рачуна се да има преко 20.000 Срба, а незванично чак шездесет хиљада. После много деценија свога боравка у Јужној Африци (почели су да насељавају ову далеку земљу негде око 1880. године), овдашњи Срби су 1977. године подигли православни храм, цркву Светог Томе, у јужноафричком граду Јоханезбургу, која је постала окупљалиште Српског народа Африке.
Поред цркве, постоји и школа српског језика по имену Завичај. Српски језик, положен у овој школи, може да замени један од других језика на званичним сведочанствима јужноафричких школа. Процењује се да око хиљаду Срба живи у Замбији, Боцвани, Намибији и Зимбабвеу, а значајне су и српске заједнице у Либији и Египту. На северу Африке, у Тунису и Алжиру постоје српска војничка гробља из Првог светског рата.

## Почетак насељавања
Већ у деветнаестом веку јужни регион афричког континента постаје атрактиван како за западне европске земље, тако и за Краљевину Србију у то време, а нарочито прве породице Срба који почињу да се досељавају, живе и раде на овом делу афричког континента. Разлози досељавања су: откриће дијаманата у Кимберлију, а касније и злата у Јоханезбургу.
Већи део емиграције долази 1880. године, а за њима долази још неколико породица које заправо оснивају прву српску колонију у Јужној Африци. Касније се колонија увећава доласком Срба из Америке, који су били Копачи злата и доласком нових породица за време Балканских ратова 1912-1914, Првог светског рата 1914-1918, али у незнатним броју. Подаци о тим пионирима српског исељеништва из тог периода су врло штури. Има породица које су овде живеле, и отишле, друге су изумрле, треће се претопиле у овом шаренилу народа. Један од првих који је стигао у Јужну Африку био је Илија Антељевић који је дошао из Боке. Постао је велики богаташ и угледан човек. Много Бокеља је касније дошло преко њега. И други су тако доводили своје пријатеље и рођаке, а циљ свих тих људи је био да се што пре обогате и пошаљу новац кући. Елена Бјелица са сином Васом стиже 1898. Њени унуци и праунуци и данас живе у Јужној Африци а најстарији син Дејан је био генерал Јужноафричке армије.
Зна се да је пре Првог светског рата основано и организовано радило друштво „Словенска зора“, које је окупљало све Словене у овој земљи. Ово Друштво ће трајати са радом све до почетка Другог светског рата.
Браћа Срби, Мирко и Стеван Сељан иначе свирци и певачи у Карловцу, просперирали су игром судбине у Абисинији, у Африци крајем 19. века. На предлог Мирков кренули су да пропутују свет, а судбина их је довела у Џибутин, престоницу абисинског краља Менелика. Помоћу Француза Илка током пријема, изашли су пред црначког краља. Том приликом на двору свидели су се гувернеру покрајине Леонтијевци, па их је овај задржао у Џибутију. Мирко је постављен за подгувернера те покрајине, а Стеван за његовог заменика. Изабрани су за мандат од две године са платом од 6.700 и 4.800.

### Први светски рат
Интересантно је рећи да је у Први светски рат ушло више Срба у Африци, него што ће ући касније Југословена у Други светски рат као војници јужноафричке армије. Породица Бјелица чува једну фотографију на којој се налази неколико Срба у униформи Јужноафричке војске, а то су: Стево Милашиновић, Никола Антељевиц, Божо Ћоровић и Никола Укропина.
Људи који су учествовали у овим ратовима нису нимало срећно прошли. Прво су ратовали у Намибији против Немаца. Тај рат није дуго трајао. Већ почетком 1915. године сва Немачка војска је била заробљена. Одатле велика јужноафричка формација креће за источну Африку, у Тангањику. Ту је била Немачка колонија. Један Црногорац Јовановић који је касније постао Марковић био је капетан Јужноафричке војске.
Била је једна група људи који су сачињавали групу ловаца. Били су Црногорци и живели су само од лова. Та група је била насељена у Офертону. Имали су лимене куће и живели веома оскудно.

### Срби у периоду између два рата и за време Другог светског рата
Први талас се завршава са 1939. годином и почетком Другог светског рата који ће изазвати много веће и јаче расејање Срба. Срби-првог таласа су углавном из Бока которске. У периоду између 1938. и 1948. године у Јоханезбург се досељавају избегле српске породице које ту налазе свој дом. За време Другог светског рата основан је „Југословенски клуб“. Клуб није окупљао само Србе, већ и друге народе тадашње Југославије. Окупљали су се у Вајнбергу, у једној адаптираној кући. Клуб се није дуго одржао, и распало се педесетих година. Узрок распада клуба је долазак политичке емиграције и међу Србима се ствара Удружење Краљевске Војске "Дража Михаиловић". То је почетак осамостаљивања Срба.
Све до Другог светског рата, Србин Краљевске Југославије се могао слободно похвалити својим именом јер су уживали велики углед код власти. Велики број Срба емигрирао у Јужну Африку пред сам почетак Другог светског рата. То су били претежно млади људи.

### Други светски рат
Након избијања Другог светског рата из Каира долази војна мисија Југославије коју предводи генералштабни мајор Душан Бабић а касније за њима у Јоханезбург долази једна већа група југословенске краљевске војске. Друга група долази из Јужне Америке и заједно похађају разне курсеве који су овде били организовани. У Баргвани, где и данас постоји болница за сиромашне, постојао је санаторијум за лечење савезничких војника оболелих од туберкулозе. Међу њима је било и Срба. Један од радиолог у санаторијуму је био др. Пера Поповић, чија породица и данас живи у Јоханезбургу. Неки су се вратили, а ону који су одмах остали били су: Драгољуб Поповић, Драго Бајевић, Зарија Дармановић, Илија Миловановић који је био један од шефова мисије. Срби у Јоханезбургу су се окупљали око војне мисије, која је била званична српска организација.

## Срби у Јужној Африци
Срби у Јужној Африци су окупљени око јужноафричке парохије Српске православне цркве и храма Светог апостола Томе у Јоханезбургу. Парохијани ове парохије насељавају Јужноафричку Републику, Боцвану, Зимбабве, Замбију и остале афричке државе. Према подацима јужноафричке парохије СПЦ у Јужној Африци данас живи око 20.000 Срба.
Од српских установа и организација постоји Амбасада Србије у главном граду Преторији, школа српског језика и клуб „Завичај“, допунска школа „Свети Сава“ и фудбалски клуб „Бели орлови“. Највећи број Срба у Јужној Африци, окупља се и долази у цркву св. Томе у Јоханезбургу, нарочито на Бадње вече и Васкрс, када се окупи и неколико хиљада људи.

## Срби у Боцвани
Крајем шездесетих година у Боцвану су почели да се досељавају српске архитекте, просторни планери, лекари, здравствени радници, професори, грађевинци, технолози, а данас око 350 Срба чини српску комуну у Боцвани. Српска заједница у Боцвани основана је 2010. године са циљем да се одржи култура, традиција и језик, а такође је активна и српска школа од септембра 2011. У Боцвани се истакао српски архитекта Константин Кокан Мандић, који је радио у Зимбабвеу пре него што је 1979. године као архитекта Енергопројекта дошао у ову афричку државу. Остао је упамћен по пројектима у главном граду Боцване као што су зграда поште, стамбени коплекс у близини Универзитета, национални фудбалски стадион. . У Боцвани постоји храм Српске православне цркве.

## Срби у Замбији
Срби су почели да се досељавају у Замбију средином шездесетих година 20. века. Од око 200 Срба који живе у Замбији данас међу њима има професора, научника, банкара, бизнисмена, као и мајстора и радника који негују српску традицију. Њихов вођа је био покојни Илија Бежанов, а српску традицију су наставили Ђурђина Бежанов, породица Милетић и досељеници млађе генерације Бојан Благојевић, Младен Бановић, Небојша Спасић, Никола Ранковић, Саша Маглов, Братислав Салипур и Невенка Мицић. У периоду од 18. до 22. маја 2009. године, старешина храма св. апостола Томе у Јоханезбургу, архимандрит Пантелејмон, посетио је чланове српске заједнице који живе у афричкој држави Замбији. За претходних скоро педесет година, ово је била прва посета српског свештеника нашим православним верницима који живе у Лусаки и самим тим овај догађај је од историјског значаја за српски народ и Православну Цркву у Африци.

## Срби у Зимбабвеу и Намибији
Већину Срба у Зимбабвеу и Намибији чине српски економски мигранти с краја прошлог века и процењује се да их је више од 200 по свакој држави.

## Култура
"Светосавско Огњиште“ је једини српски часопис, писан ћирилицом и на српском језику на Афричком континенту. 
Удружења Срба у Јужној Африци су клуб „Завичај“ и удружење Коло српских сестара „Косовска девојка“.
У Јоханезбургу се српски језик може бирати у основним школама као изборни предмет, осим Јоханезбурга српски се изучава и у Преторији.

## Скупштина српске дијаспоре
Народна Скупштина Републике Србије донела је Закон о Дијаспори по коме се формира Скупштина дијаспоре, састављена од српске дијаспоре из целог света.
Србима који живе и раде у Африци припало је једно место. На изборима у Јоханезбургу, већином гласова за представника српске дијаспоре из Африке изабран је отац Пантелејмон, свештеник СПЦ из Јужне Африке.